# Spes (déesse)
Pour les articles homonymes, voir Spes.
Spes (prononcé [ˈspeːs], nom signifiant en latin « espérance ») est, dans la religion romaine, la déesse de l'Espérance. De nombreux temples de Spes sont connus et les inscriptions indiquent que la déesse recevait aussi bien un culte public que privé.

## Spes au cours du temps

### Spes républicaine

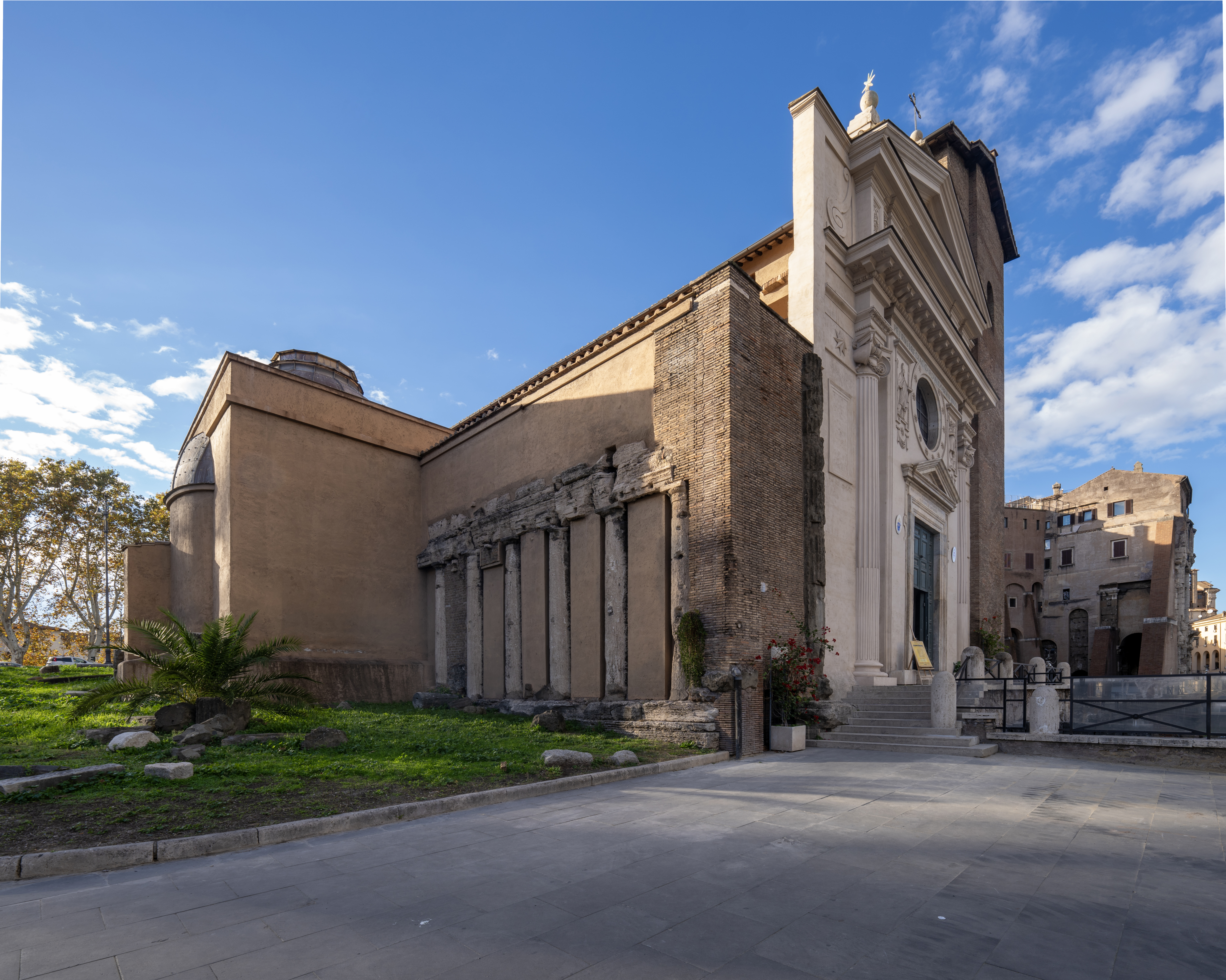
Les colonnes du temple de Spes dans le Forum Holitorium ont ensuite été intégrées à la basilique San Nicola in Carcere.

Au cours de la République, un temple de « l'ancienne Espérance » (Spes vetus) aurait été situé près de la porta Maggiore. Il a été associé à des événements qui se sont produits au Ve siècle av. J.-C. mais son existence en tant que quoi que ce soit sauf peut-être un sanctuaire privé a été mise en doute.
Un temple de Spes bien documenté a été construit par Aulus Atilius Calatinus avec Fides, à la suite de vœux (vota) faits à ces déesses pendant la première guerre punique.
À Capoue en 110 av. J.-C., un temple a été construit à la triade de Spes, Fides et Fortuna.

### Spes impériale
Spes était l'une des personnifications divines du culte impérial des Vertus. Spes Augusta était l'Espérance associée à la capacité de l'empereur en tant qu'Auguste d'assurer des conditions bénies.
Comme Salus ("Salut, Sécurité"), Ops ("Abondance, Prospérité") et Victoria ("Victoire"), Spes était un pouvoir qui devait venir des dieux, contrairement aux pouvoirs divins qui résidaient dans l'individu tels comme Mens ("Intelligence"), Virtus ("Vertu") et Fides ("Foi, Fidélité, Fiabilité").

### La Elpis grecque
L'homologue grec de Spes était la déesse Elpis, qui en revanche n'avait aucun culte formel en Grèce. Le mythe principal dans lequel Elpis joue un rôle est l'histoire de Pandore. Les Grecs avaient des sentiments ambivalents, voire négatifs sur "l'espoir", et le concept était sans importance dans les systèmes philosophiques des stoïciens et des épicuriens.

## Représentations
Spes est représentée sous la figure d'une jeune femme gracieuse et souriante qui tient des fleurs à la main. Une ancre a été rajoutée à ses attributs à l'époque moderne, mais est absente des représentations antiques de Spes.

## Spes dans la culture populaire
- Dans Le Sang de l'Olympe (2014), dernier volume de la série de romans Les héros de l'Olympe de Rick Riordan, la fête de Spes est une fête en l'honneur de la déesse célébrée par les Romains le 1er aout. Gaïa, l'antagoniste principale de la série, compte détruire le monde le jour de cette fête pour retirer l'espoir de toute personne dans le monde.

### Pages connexes
- Espérance (vertu)
- Elpis
- Liste des divinités mineures romaines